# Solomonophila melanops
Solomonophila melanops là một loài bướm đêm trong họ Geometridae.